# Amel Tuka
Amel Tuka (* 9. Januar 1991 in Kakanj, SR Bosnien und Herzegowina, SFR Jugoslawien) ist ein bosnischer Mittelstreckenläufer, der sich auf den 800-Meter-Lauf spezialisiert hat, aber auch im Sprint und in Staffelbewerben an den Start geht.

## Sportliche Laufbahn
Erste internationale Erfahrungen sammelte Amel Tuka im Jahr 2011, als er bei den Balkan-Meisterschaften in Sliwen in 50,01 s das B-Finale im 400-Meter-Lauf gewann und mit der bosnischen 4-mal-400-Meter-Staffel in 3:16,90 min den sechsten Platz belegte. Im Jahr darauf gelangte er bei den Europameisterschaften in Helsinki bis in das Halbfinale über 800 Meter und schied dort mit 1:51,14 min aus und gewann anschließend bei den Balkan-Meisterschaften in Eskişehir in 1:49,36 min die Goldmedaille über 800 Meter. 2013 gewann er dann bei den U23-Europameisterschaften in Tampere in 1:46,29 min die Bronzemedaille hinter dem Franzosen Pierre-Ambroise Bosse und Taras Bybyk aus der Ukraine und stellte damit zugleich einen neuen Landesrekord über 800 Meter auf. Kurz darauf gewann er bei den Balkan-Meisterschaften in Stara Sagora in 1:50,76 min die Bronzemedaille. Auch bei den Balkan-Meisterschaften im darauf folgenden Jahr in Pitești gewann er in 1:50,67 min Bronze über 800 Meter und siegte mit der Staffel mit 3:15,90 min im B-Lauf. Anschließend erreichte er bei den Europameisterschaften in Zürich das Finale und belegte dort mit neuem Landesrekord von 1:46,12 min den sechsten Platz. Im Jahr darauf siegte er im Februar erstmals bei den Balkan-Hallenmeisterschaften in Istanbul mit neuem Hallenrekord von 1:48,86 min und schied anschließend bei den Halleneuropameisterschaften in Prag mit 1:49,92 min im Vorlauf aus. Nachdem Amel Tuka seinen Landesrekord in der Saison 2015 mehrfach weiter verbessern konnte, gelang ihm am 17. Juli 2015 beim Herculis-Sportfest in Monaco mit 1:42,51 min eine Weltjahresbestleistung, mit der er sich in der ewigen Weltbestenliste auf den elften Platz vorschob, was gleichzeitig auch die viertbeste jemals von einem europäischen Läufer erzielte Zeit bedeutete (Stand 2015). Im gleichen Jahr siegte er für Bosnien und Herzegowina bei der Team-Europameisterschaft der 3. Liga, die im Zuge der Europaspiele in Baku ausgetragen wurde in 1:50,16 min über 800 Meter und wurde mit der Staffel in 3:10,50 min Zweiter hinter dem Team aus der Slowakei. Im August gelangte er dann bei den Weltmeisterschaften in Peking auf Anhieb bis in das Finale und gewann dort in 1:46,30 min die Bronzemedaille hinter Olympiasieger und Weltrekordhalter David Rudisha aus Kenia und dem Polen Adam Kszczot. Zum Saisonabschluss wurde er beim Memorial Van Damme in Brüssel in 1:45,45 min Dritter. 2016 startete er seine Saison mit einem dritten Platz beim Meeting International Mohammed VI d'Athletisme de Rabat und lief die 800 Meter dort in 1:45,41 min. Anschließend siegte er in 1:47,69 min bei den Balkan-Meisterschaften in Pitești und gewann mit der Staffel in 3:09,47 min die Bronzemedaille. Anfang Juli wurde er dann bei den Europameisterschaften in Amsterdam in 1:45,74 min Vierter und erreichte daraufhin bei den Olympischen Spielen in Rio de Janeiro das Halbfinale, in dem er mit 1:45,24 min ausschied. Zum Saisonabschluss wurde er in 1:44,54 min erneut Dritter beim Memorial Van Damme.
2017 gelangte er bei den Halleneuropameisterschaften in Belgrad über 800 Meter bis in das Halbfinale, konnte dort aber verletzungsbedingt nicht mehr an den Start gehen. Im August startete er erneut bei den Weltmeisterschaften in London, kam diesmal mit 1:46,54 min aber nicht über die erste Runde hinaus. Im Jahr darauf siegte er in 1:49,49 min bei den Balkan-Hallenmeisterschaften in Istanbul und im August schied er dann bei den Europameisterschaften in Berlin mit 1:47,24 min im Halbfinale aus. 2019 wurde er bei den Halleneuropameisterschaften in Glasgow in 1:47,91 min Sechster und siegte dann Ende Mai in 1:46,68 min beim Bauhaus-Galan in Stockholm, ehe er beim Herculis in 1:43,62 min auf Rang drei gelangte. Ende September erreichte er bei den Weltmeisterschaften in Doha erneut das Finale über 800 Meter und gewann dort in 1:43,47 min min die Silbermedaille hinter dem US-Amerikaner Donavan Brazier. 2021 verbesserte er in Madrid den bosnischen Hallenrekord über 800 Meter auf 1:45,95 min und erreichte anschließend bei den Halleneuropameisterschaften in Toruń nach 1:47,37 min Rang fünf. Im August gelangte er bei den Olympischen Spielen in Tokio bis ins Finale und belegte dort in 1:45,98 min den sechsten Platz. Während der Eröffnungsfeier war er gemeinsam mit der Judoka Larisa Cerić sowie auch der Schlussfeier der Fahnenträger seiner Nation.
2022 schied er bei den Europameisterschaften in München mit 1:47,73 min in der ersten Runde über 800 Meter aus und im Jahr darauf belegte er bei den Halleneuropameisterschaften in Istanbul in 1:47,90 min den vierten Platz. Im Juni wurde er bei der 3. Liga der Team-Europameisterschaft im Rahmen der Europaspiele in Chorzów in 1:49,25 min Erster und im August schied er bei den Weltmeisterschaften in Budapest mit 1:49,01 min in der ersten Runde aus. 2024 belegte er bei den Balkan-Meisterschaften in Izmir in 3:20,82 min den sechsten Platz in der 4-mal-400-Meter-Staffel. Im Jahr darauf wurde er bei der 3. Liga der Team-Europameisterschaft in Maribor in 47,97 s Vierter über 400 Meter und siegte in 1:49,37 min über 800 Meter. Zudem wurde er in der Mixed-Staffel in 3:30,42 min Fünfter im A-Lauf. Anschließend gewann er bei den Balkan-Meisterschaften in Volos in 1:47,00 min die Bronzemedaille über 800 Meter hinter dem Kroaten Marino Bloudek und Ömer Faruk Bozdağ aus der Türkei.
In den Jahren 2010, 2012 und 2013, 2015, 2017 und 2019 sowie 2021 wurde Tuka bosnischer Meister im 400-Meter-Lauf sowie 2010, 2012 und 2013 sowie 2015 und 2024 und 2025 auch über 800 Meter.

## Persönliche Bestleistungen
- 400 Meter: 46,15 s, 28. Juni 2019 in Nembro (bosnischer Rekord)
  - 400 Meter (Halle): 47,14 s, 21. Februar 2018 in Belgrad (bosnischer Rekord)
  - 500 Meter (Halle): 1:02,58 min, 29. Januar 2022 in Padua (nationale Bestleistung)
- 600 Meter: 1:15,21 min, 8. Mai 2016 in Pliezhausen
- 800 Meter: 1:42,51 min, 17. Juli 2015 in Monaco (bosnischer Rekord)
  - 800 Meter (Halle): 1:45,95 min, 24. Februar 2021 in Madrid (bosnischer Rekord)